# Kolë Prela
Kolë Prela (ur. 19 października 1916 we wsi Pepsumaj w krainie Shoshi, zm. 13 kwietnia 1948 w Szkodrze) – albański polityk, działacz narodowy i krytyk literacki.

## Życiorys
Syn Prelë Gjoki i Katy z d. Gjeloshi. W czasie I wojny światowej jego dom rodzinny został spalony przez Czarnogórców. W 1922 przeniósł się wraz z rodziną do Szkodry, a w 1923 rozpoczął naukę w kolegium jezuickim w Szkodrze. Po śmierci ojca w 1928 został zmuszony do przerwania nauki z powodów ekonomicznych. Naukę ukończył w 1936 w liceum państwowym 28 Nentori, a rok później rozpoczął naukę na Wydziale Filozoficzno-Literackim Uniwersytetu w Turynie. Studia ukończył obroną pracy doktorskiej w 1939 i powrócił do kraju. W latach 1940–1943 pracował jako nauczyciel literatury albańskiej, greki i łaciny w gimnazjum w Szkodrze. W tym czasie zajmował się także krytyką literacką. W 1942 zaangażował się w działalność ruchu oporu i związał się z ruchem narodowowyzwoleńczym. W czerwcu 1943 porzucił pracę nauczyciela i zajął się organizowaniem jednego z pierwszych oddziałów partyzanckich, działających w krainie Dukagjini.
Po przejęciu władzy przez komunistów w listopadzie 1944 rozpoczął pracę w urzędzie miejskim w Szkodrze, a następnie objął stanowisko dyrektora szkoły kształcącej nauczycieli w Elbasanie. W wyborach, które odbyły się w grudniu 1945 uzyskał mandat deputowanego do parlamentu z okręgu Dukagjini. W parlamencie zdominowanym przez komunistów związał się z grupą opozycyjną, kierowaną przez Rizę Daniego, która domagała się pluralizmu politycznego i zagwarantowania wolnych wyborów. 22 lutego 1946 wystąpił na forum parlamentu w obronie franciszkańskiego duchownego Gjona Shllaku przekonując deputowanych, że jest on niewinny.
Po upadku powstania postrybskiego, 14 września 1946 Kolë Prela został pozbawiony immunitetu, aresztowany i oskarżony o współpracę z Rizą Danim i z klerem katolickim, a także o próbę utworzenia nielegalnej partii chrześcijańsko-demokratycznej. Skazany na karę śmierci 14 stycznia 1948 przez sąd wojskowy i rozstrzelany w Szkodrze, a następnie pochowany w nieznanym miejscu.
Jego imię nosi jedna z ulic w szkoderskiej dzielnicy Ura e Thive.